# حالة الدخيل
في كيمياء الكم، حالة الدخيل هي حالة خاصة تنشأ في التقييمات المضطربة ، حيث تكون مقدار طاقة الاضطرابات قابلة للمقارنة مع الطاقة المرتبطة بدالة الموجة من الدرجة الصفرية. في هذه الحالة، يهيمن سلوك متباعد وذلك لأن المقام يقارب الصفر في التعبيرات الناتجة من التصحيحات المضطربة.
طرق الدالة الموجية متعددة المراجع ليست محصنة من هذه الظاهرة. هناك طرق للتعرف عليهم. تعتبر المدارات الطبيعية لمفكوك الاضطراب تشخيصًا مفيدًا للكشف عن تأثيرات حالة الدخيل. في بعض الأحيان، ما يبدو أنه حالة دخيل هو مجرد تغيير في القاعدة.